# 中川五郎
中川 五郎（なかがわ ごろう、1949年〈昭和24年〉7月25日 - ）は、1960年代後半から活躍するフォークシンガー、訳詞家、音楽評論家、小説家、エッセイスト、翻訳家。ノーベル文学賞受賞者であるボブ・ディランの訳詞を全て手がけた。

## 略歴
1960年代後半、フォークミュージックのムーブメント「関西フォーク」の中で活動を開始した。
1967年3月、当時、大阪府立寝屋川高等学校の3年生であった中川はベトナム反戦講演会に参加。ゲストで来ていた高石ともやの歌に衝撃を受けた。1967年7月29日、中川は、高石やザ・フォーク・クルセダーズが参加した、第1回関西フォークキャンプ（京都・高雄）で歌唱した。
1967年、ボブ・ディランの「ノース・カントリー・ブルース」に、受験生を題材にしたオリジナルの詞をつけた「受験生ブルース」を制作する。その後1967年～1968年にかけて曲を付け替えてレコード化しようと言う話が持ち上がり、中川自身もURCの秦政明社長に「新たな曲を付けないか？」と言われるが、結局高石友也がコミカルなメロディーをつけ歌ったものがレコード化されヒットした。中川は「帰って来たヨッパライ」に似たテープの早回し等も入っていて、最初に聞いたときは二番煎じで恥ずかしいと思ったが、一方で「あぁ言う風にしたからヒットしたと思う」とも。
1969年4月、小室等のグループ六文銭とのカップリングアルバム『六文銭・中川五郎』でURCからデビューする。「殺し屋のブルース」「うた」など数多くの作品がフォーク・ゲリラのレパートリーになった。このレコードは六文銭の面が45rpm、中川の面が33rpmという変則な規格であった。
政治性やメッセージ性だけを意識していたわけではなく、第4回関西フォークキャンプ（1969年8月15日）打ち上げコンサート（京都市の円山公園野外音楽堂）では、恋愛歌であるエリック・アンダースンの「恋人よベッドのそばにおいで」を歌っている。
1969年11月『終り、はじまる』をリリース。
1970年に「歌手廃業」を宣言し、URCの機関紙『フォークリポート』の編集者となるが、その最初の号「冬の号」がわいせつ容疑で押収され、中川はわいせつ文書販売同所持事件の被告人となり、裁判は7年続く。その内容は中川の著書『裁判長殿、愛って何？』に詳しく書かれている。
この「フォークリポートわいせつ裁判」で1970年代前半を棒に振り、1976年妻・青木ともことの生活や愛猫の死などを描いた傑作アルバム『25年目のおっぱい』をリリース。だが、1978年『また恋をしてしまったぼく』（ベルウッド・レコード）を最後にアルバムリリースが四半世紀途絶えることとなる。
フォーク冬の時代と呼ばれた1980年代には、雑誌『BRUTUS』の編集を担当。また、音楽評論家、ロックの訳詩家、チャールズ・ブコウスキー等の先鋭的な文学作品の翻訳家として知られるようになる。
2004年に、詩人片桐ユズル作詞の2曲を含む新作『ぼくが死んでこの世を去る日』がoff noteからリリースされた。また、2006年にはシールズ・レコードから『そしてぼくはひとりになる』をリリース。なお、デビュー当時から、歌手廃業宣言時期を除き、現在にいたるまで地道にライヴ活動を続けている。
また、フォークキャンプ、中津川フォークジャンボリー、春一番コンサート、ホーボーズコンサートなど多くのイヴェントの音源が残されており、中川の活動の一端を窺い知ることができる。また、「田舎五郎と魚」、「ヴァギナ・ファック」などのグループも、編成していた。
近年はセンチメンタル・シティ・ロマンスの中野督夫、アナーキーの寺岡信芳(Bs)、永原元(Ds)とバンド「To Tell The Truth」を結成し、全国ツアーを行うなど、活発に活動を行っているほか、2015年にライブCD『Live at BB Street』を発売。これにも収録されているピート・シーガーの日本語カバー「腰まで泥まみれ」を元ちとせがカバーアルバム『平和元年』でカバーし、日本レコード大賞企画賞を受賞。
中川は他に、洋楽の訳詞や、解説の執筆もしている。キング・クリムゾンの"レッド"など。
2017年にはC.R.A.C. Recordingsから「トーキング烏山神社の椎ノ木ブルース」をリリースしている。

## エピソード
オックスの岡田志郎（本名は史郎）とは中学時代の同級生であり、二人は史郎、五郎として有名人であった。
沢知恵がアルバム『いいうたいろいろ2』で「三十才の子供」を、アルバム『わたしが一番きれいだったとき』で「自分の感受性くらい」、【アルバム『一期一会㈼』で「消印のない手紙」、アルバム『われ問う』で《愛情60》】をカバーしている。

## ディスコグラフィ

### シングル
| 発売日         | 面  | タイトル                    | 作詞                                   | 作曲                      | 規格 | 規格品番 |
| URC            | URC | URC                         | URC                                    | URC                       | URC  | URC      |
| -------------- | --- | --------------------------- | -------------------------------------- | ------------------------- | ---- | -------- |
| 1969年10月     | A   | 殺し屋のブルース            | 西尾志真子                             | 中川五郎                  | EP   | URS-0015 |
| 1969年10月     | B   | うた                        | 山内清                                 | 中川五郎                  | EP   | URS-0015 |
| 1969年12月     | A   | 腰まで泥まみれ              | Pete Seeger 訳：中川五郎               | 中川五郎                  | EP   | URS-0020 |
| 1969年12月     | B   | 恋人よ ベッドのそばにおいで | Eric Andersen 訳：日高仁               | Eric Andersen             | EP   | URS-0020 |
| キングレコード |     |                             |                                        |                           |      |          |
| 1972年3月      | A   | 俺とボビー・マギー          | F.Foster、K.Kristofferson 訳：中川五郎 | F.Foster、K.Kristofferson | EP   | BS-1496  |
| 1972年3月      | B   | ミスター・ボージャングル    |                                        |                           | EP   | BS-1496  |

### アルバム
| 発売日                 | アルバム | レーベル                         | 規格 | 規格品番   | 備考                              |
| URC                    | URC | URC                              | URC  | URC        | URC                               |
| ---------------------- | --- | -------------------------------- | ---- | ---------- | --------------------------------- |
| 1969年4月              | 六文銭・中川五郎 六文銭 1. それから…… 2. 夕暮 3. 時は流れて 4. あげます 5. 五年目のギター 6. うた 中川五郎 1. 主婦のブルース 2. 恋人よベッドのそばにおいで 3. カッコよくはないけれど 4. 自由についてのうた 5. コール・タトゥー 6. 殺し屋のブルース 7. 腰まで泥まみれ | URC                              | LP   | URL-1002   |                                   |
| 1995年6月16日          | 六文銭・中川五郎 六文銭 1. それから…… 2. 夕暮 3. 時は流れて 4. あげます 5. 五年目のギター 6. うた 中川五郎 1. 主婦のブルース 2. 恋人よベッドのそばにおいで 3. カッコよくはないけれど 4. 自由についてのうた 5. コール・タトゥー 6. 殺し屋のブルース 7. 腰まで泥まみれ | EMIミュージック・ジャパン        | CD   | TOCT-8956  |                                   |
| 2002年9月11日          | 六文銭・中川五郎 六文銭 1. それから…… 2. 夕暮 3. 時は流れて 4. あげます 5. 五年目のギター 6. うた 中川五郎 1. 主婦のブルース 2. 恋人よベッドのそばにおいで 3. カッコよくはないけれど 4. 自由についてのうた 5. コール・タトゥー 6. 殺し屋のブルース 7. 腰まで泥まみれ | avex io                          | CD   | IOCD-40016 | 14.に（エンハンスド）CD-EXTRA仕様 |
| 1969年11月             | 終り はじまる A面 1. 古いヨーロッパでは 2. 殺し屋のブルース 3. いつのまにか 4. 主婦のブルース 5. 死んだ息子が返って来たから 6. あなたがもう笑えないから B面 1. うた 2. かえるそのとき 3. 自由についてのうた 4. 俺はヤマトンチュ 5. 腰まで泥まみれ 6. 終わる ボーナストラック 1. 腰まで泥まみれ（Single ver.） 2. 恋人よベッドのそばにおいで（Single ver.） 3. 主婦のブルース（オープニング・コンサート1969.3.26より） 4. 腰まで泥まみれ（'69プロテスク・ソング大会 1969.4.1より） 5. 殺し屋のブルース（メッセージ・コンサート 1970.1より） | URC                              | LP   | URL-1010   |                                   |
| 1977年                 | 終り はじまる A面 1. 古いヨーロッパでは 2. 殺し屋のブルース 3. いつのまにか 4. 主婦のブルース 5. 死んだ息子が返って来たから 6. あなたがもう笑えないから B面 1. うた 2. かえるそのとき 3. 自由についてのうた 4. 俺はヤマトンチュ 5. 腰まで泥まみれ 6. 終わる ボーナストラック 1. 腰まで泥まみれ（Single ver.） 2. 恋人よベッドのそばにおいで（Single ver.） 3. 主婦のブルース（オープニング・コンサート1969.3.26より） 4. 腰まで泥まみれ（'69プロテスク・ソング大会 1969.4.1より） 5. 殺し屋のブルース（メッセージ・コンサート 1970.1より） | URC                              | LP   | UX-8029    |                                   |
| 1989年9月25日          | 終り はじまる A面 1. 古いヨーロッパでは 2. 殺し屋のブルース 3. いつのまにか 4. 主婦のブルース 5. 死んだ息子が返って来たから 6. あなたがもう笑えないから B面 1. うた 2. かえるそのとき 3. 自由についてのうた 4. 俺はヤマトンチュ 5. 腰まで泥まみれ 6. 終わる ボーナストラック 1. 腰まで泥まみれ（Single ver.） 2. 恋人よベッドのそばにおいで（Single ver.） 3. 主婦のブルース（オープニング・コンサート1969.3.26より） 4. 腰まで泥まみれ（'69プロテスク・ソング大会 1969.4.1より） 5. 殺し屋のブルース（メッセージ・コンサート 1970.1より） | ポリグラム                       | CD   | H20K-25026 |                                   |
| 1995年12月6日          | 終り はじまる A面 1. 古いヨーロッパでは 2. 殺し屋のブルース 3. いつのまにか 4. 主婦のブルース 5. 死んだ息子が返って来たから 6. あなたがもう笑えないから B面 1. うた 2. かえるそのとき 3. 自由についてのうた 4. 俺はヤマトンチュ 5. 腰まで泥まみれ 6. 終わる ボーナストラック 1. 腰まで泥まみれ（Single ver.） 2. 恋人よベッドのそばにおいで（Single ver.） 3. 主婦のブルース（オープニング・コンサート1969.3.26より） 4. 腰まで泥まみれ（'69プロテスク・ソング大会 1969.4.1より） 5. 殺し屋のブルース（メッセージ・コンサート 1970.1より） | EMIミュージック・ジャパン        | CD   | TOCT-9291  |                                   |
| 2003年3月5日           | 終り はじまる A面 1. 古いヨーロッパでは 2. 殺し屋のブルース 3. いつのまにか 4. 主婦のブルース 5. 死んだ息子が返って来たから 6. あなたがもう笑えないから B面 1. うた 2. かえるそのとき 3. 自由についてのうた 4. 俺はヤマトンチュ 5. 腰まで泥まみれ 6. 終わる ボーナストラック 1. 腰まで泥まみれ（Single ver.） 2. 恋人よベッドのそばにおいで（Single ver.） 3. 主婦のブルース（オープニング・コンサート1969.3.26より） 4. 腰まで泥まみれ（'69プロテスク・ソング大会 1969.4.1より） 5. 殺し屋のブルース（メッセージ・コンサート 1970.1より） | avex io                          | CD   | IOCD-40046 | 13.に（エンハンスド）CD-EXTRA仕様 |
| 2017年4月26日          | 終り はじまる A面 1. 古いヨーロッパでは 2. 殺し屋のブルース 3. いつのまにか 4. 主婦のブルース 5. 死んだ息子が返って来たから 6. あなたがもう笑えないから B面 1. うた 2. かえるそのとき 3. 自由についてのうた 4. 俺はヤマトンチュ 5. 腰まで泥まみれ 6. 終わる ボーナストラック 1. 腰まで泥まみれ（Single ver.） 2. 恋人よベッドのそばにおいで（Single ver.） 3. 主婦のブルース（オープニング・コンサート1969.3.26より） 4. 腰まで泥まみれ（'69プロテスク・ソング大会 1969.4.1より） 5. 殺し屋のブルース（メッセージ・コンサート 1970.1より） | グリーンウッド・レコーズ         | CD   | GRCL-6069  | ボーナストラック5曲を追加         |
| フィリップス・レコード | |                                  |      |            |                                   |
| 1976年1月25日          | 25年目のおっぱい 光りのない時代だけど 1. みなもと 2. 祝婚歌 3. いまはこんなに元気でも 4. 夜はおちて行く 5. トカゲ うまれてくるひとのため 1. 25年目のおっぱい 2. ともこのまぶたにはとさんがとまった 3. 水と光 4. 27年目のおっぱい 5. まがり | フィリップス                     | LP   | FW-5007    |                                   |
| 1988年12月21日         | 25年目のおっぱい 光りのない時代だけど 1. みなもと 2. 祝婚歌 3. いまはこんなに元気でも 4. 夜はおちて行く 5. トカゲ うまれてくるひとのため 1. 25年目のおっぱい 2. ともこのまぶたにはとさんがとまった 3. 水と光 4. 27年目のおっぱい 5. まがり | 徳間ジャパンコミュニケーションズ | CD   | 25JC-354   |                                   |
| 2013年8月7日           | 25年目のおっぱい 光りのない時代だけど 1. みなもと 2. 祝婚歌 3. いまはこんなに元気でも 4. 夜はおちて行く 5. トカゲ うまれてくるひとのため 1. 25年目のおっぱい 2. ともこのまぶたにはとさんがとまった 3. 水と光 4. 27年目のおっぱい 5. まがり | 徳間ジャパンコミュニケーションズ | CD   | TKCA-73947 | デジタルリマスター版              |
| ベルウッド・レコード   | |                                  |      |            |                                   |
| 1978年5月21日          | また恋をしてしまったぼく～Fall in Love Again A面 1. 十代から十年 2. 夜盗のように(Run Like a Thief) 3. また恋をしてしまったぼく 4. 娘よ俺はおまえの親父だ B面 1. かぎりなく 2. 動物たちの恐しい夢のなかに 3. 三十歳の子供 4. ミー・アンド・ボビー・マギー(Me and Bobby McGee) | キングレコード・ベルウッド       | LP   | OFL-48     |                                   |
| 1991年7月21日          | また恋をしてしまったぼく～Fall in Love Again A面 1. 十代から十年 2. 夜盗のように(Run Like a Thief) 3. また恋をしてしまったぼく 4. 娘よ俺はおまえの親父だ B面 1. かぎりなく 2. 動物たちの恐しい夢のなかに 3. 三十歳の子供 4. ミー・アンド・ボビー・マギー(Me and Bobby McGee) | キングレコード                   | CD   | KICS-2115  |                                   |
| 2004年8月25日          | また恋をしてしまったぼく～Fall in Love Again A面 1. 十代から十年 2. 夜盗のように(Run Like a Thief) 3. また恋をしてしまったぼく 4. 娘よ俺はおまえの親父だ B面 1. かぎりなく 2. 動物たちの恐しい夢のなかに 3. 三十歳の子供 4. ミー・アンド・ボビー・マギー(Me and Bobby McGee) | キングレコード                   | CD   | BZCS-9047  |                                   |
| 2012年10月3日          | また恋をしてしまったぼく～Fall in Love Again A面 1. 十代から十年 2. 夜盗のように(Run Like a Thief) 3. また恋をしてしまったぼく 4. 娘よ俺はおまえの親父だ B面 1. かぎりなく 2. 動物たちの恐しい夢のなかに 3. 三十歳の子供 4. ミー・アンド・ボビー・マギー(Me and Bobby McGee) | キングレコード                   | CD   | KICS-2591  | デジタルリマスター版              |
| off note               | |                                  |      |            |                                   |
| 2004年4月25日          | ぼくが死んでこの世を去る日 1. ぼくの遺書 2. いつも 戸口までだったね 3. 男の陰に女あり 4. 90センチ 5. 自分の感受性くらい 6. 湖のほとり 7. わかれ 8. 眠られぬ夜 9. ぼくが死んでこの世を去る日 10. ミスター・ボージャングル | off note                         | CD   | IND-050434 |                                   |
| シールズ・レコード     | |                                  |      |            |                                   |
| 2006年10月30日         | そしてぼくはひとりになる 1. 父の日 2. はなれていれば思いはつのる 3. おかえりなさい 4. きみがいなけりゃ 5. 恋人のように 6. 寂しい夜のオルゴール 7. 26年目の***** 8. 水に流せば 9. 今夜きみはどこにいるの 10. サンタは家には帰れない 11. そしてぼくはひとりになる | シールズ・レコード               | CD   | IND-06462  |                                   |
| コスモスレコーズ       | |                                  |      |            |                                   |
| 2017年1月25日          | どうぞ裸になって下さい ライヴアルバム [Disc1] 1. 運命 運命 運命 2. 言葉 3. 愛情60 4. しきぶとんさん かけぶとんさん まくらさん 5. イマジン 6. どうぞ裸になって下さい 7. 90センチ 8. 真新しい名刺 [Disc2] 1. Sports For Tomorrow 2. 二倍遠く離れたら 3. 消印のない手紙 4. 一台のリヤカーが立ち向かう 5. 1923年福田村の虐殺 6. 風に吹かれ続けている | コスモスレコーズ                 | CD   | CMCA 40078 |                                   |

### 参加作品

#### To Tell The Truth
- 『Live at BB Street』（2015年）-　中川五郎(Gt、Vo)、中野督夫(Gt)、寺岡信芳(Bs)、永原元(Ds)

## 著書

### 自伝
- 中川五郎『七〇年目の風に吹かれ: 中川五郎グレイテスト・ヒッツ』平凡社（原著2019-6-27）。ISBN 978-4582838084。
- 中川五郎『ぼくが歌う場所: フォーク・ソングを追い求めて50年』平凡社、2021年10月8日  2021。ISBN 978-4582838763。

### 小説
- 中川五郎『愛しすぎずにいられない』マガジンハウス（原著1992-10-1）。ISBN 978-4838703814。
- 中川五郎『渋谷公園通り』ケイエスエス（原著1999-1-1）。ISBN 978-4877093341。
- 中川五郎『ロメオ塾』リトルモア（原著2019-4-1）。ISBN 978-4947648914。

### エッセイ集
- 高石友也、岡林信康、中川五郎『フォークは未来をひらく : 民衆がつくる民衆のうた』〈新報新書〉、社会新報、1969年4月30日。
- 『裁判長殿、愛って何?』晶文社、1982年1月25日。ISBN 978-4794956439。
- 『未来への記憶 : 中川五郎的音楽生活』話の特集、1986年4月3日。ISBN 978-4826400954。
- 永井宏、中川五郎『友人のような音楽』アスペクト。ISBN 978-4757208568。

### 翻訳
- ケオラ・ビーマー 著、中川五郎 訳『ハワイアン・スラック・キイ・ギター』ミュージックセールス（原著1978-2-1）。ASIN B000J8H4DE。
- ジョナソン・グリーン 著、中川五郎 訳『ロック・クオーツ』クイック・フォックス社（原著1978-5-1）。ASIN B000J8M1BO。
- ラス・バレンバーグ 著、中川五郎 訳『クラレンス・ホワイトのギター　そのフレーズとスタイル』ミュージックセールス（原著1978-12-1）。
- ラス・バレンバーグ 著、中川五郎 訳『クラレンス・ホワイトのギター　そのフレーズとスタイル』シンコーミュージック、1981年1月1日。ISBN 978-4401140800。
- ステファン・グロスマン『ステファン・グロスマンのカウントリー・ブルース・ギター』新興楽譜出版社（原著1981-9-1）。ISBN 978-4401140794。
- マーティ・モンロー 著、中川五郎 訳『ブルース・スプリングスティーン 写真集 バック・イン・ザ・U.S.A.』シンコーミュージック（原著1984-1-1）。
- ピーター・ゴダード 著、中川五郎 訳『ポリス クロニクルズ―栄光の軌跡』シンコーミュージック（原著1984-1-1）。ISBN 978-4401620753。
- ホールアンドオーツ 著、中川五郎 訳『ホールアンドオーツ詩集』シンコーミュージック（原著1986-1-1）。ISBN 978-4401611829。
- U2 著、中川五郎 訳『U2詩集：ヨシュア・トゥリー』シンコーミュージック（原著1988-4-1）。ISBN 978-4401612451。
- U2 著、中川五郎 訳『U2詩集：アクトン ・ベイビー』シンコーミュージック（原著1998年12月10日）。ISBN 978-4401613922。
- チャールズ・ブコウスキー 著、中川五郎 訳『詩人と女たち〈上〉』河出書房新社（原著1992-9-1）。ISBN 978-4309201924。
- チャールズ・ブコウスキー 著、中川五郎 訳『詩人と女たち〈下〉』河出書房新社（原著1992-9-1）。ISBN 978-4309201931。
- チャールズ・ブコウスキー 著、中川五郎 訳『くそったれ!少年時代』河出書房新社（原著1995-9-1）。ISBN 978-4309202471。
- チャールズ・ブコウスキー 著、中川五郎 訳『ブコウスキーの酔いどれ紀行』河出書房新社（原著1995-12-1）。ISBN 978-4309202549。
- リチャード ローズ 著、中川五郎 訳『メイキング・ラヴ』文藝春秋（原著1996-3-1）。ISBN 978-4163514505。
- チャールズ・ブコウスキー 著、中川五郎 訳『詩人と女たち』河出書房新社〈河出文庫〉。ISBN 978-4309461601。
- マーク・ボラン 著、中川五郎 訳『マーク・ボラン詩集―ボーン・トゥ・ブギ』シンコー・ミュージック（原著1998-6）。ISBN 978-4401612543。
- クリス・ウェルチ 著、中川五郎 訳『ザ・ポリス/スティング 全曲解説』シンコーミュージック〈グレイト・ロック・シリーズ〉（原著1998年12月10日）。ISBN 978-4401701247。
- モリッシー 著、中川五郎 訳『モリッシー詩集』シンコーミュージック（原著1998年12月10日）。ISBN 978-4401613496。
- チャールズ・ブコウスキー 著、中川五郎 訳『死をポケットに入れて』河出書房新社（原著1999-2-1）。ISBN 978-4309203096。
- チャールズ・ブコウスキー 著、中川五郎 訳『くそったれ!少年時代』河出書房新社〈河出文庫〉、1999年12月1日。ISBN 978-4309461915。
- ハワード・スーンズ 著、中川五郎 訳『ブコウスキー伝―飲んで書いて愛して』河出書房新社（原著2000-5-1）。ISBN 978-4309203386。
- ハニフ・クレイシ 著、中川五郎 訳『ぼくは静かに揺れ動く』アーティストハウス〈Book plus〉（原著2000-7-1）。ISBN 978-4048973038。
- ハニフ・クレイシ 著、中川五郎 訳『ミッドナイト・オールデイ』アーティストハウス〈Book plus〉（原著2001-11-1）。ISBN 978-4048973175。
- ハワード・スーンズ 著、中川五郎 訳『ブコウスキー・イン・ピクチャーズ』河出書房新社（原著2001-10-1）。ISBN 978-4309203539。
- リー・ストリンガー 著、中川五郎 訳『グランドセントラル駅・冬』文藝春秋（原著2001-11-1）。ISBN 978-4163579207。
- チャールズ・ブコウスキー 著、中川五郎 訳『死をポケットに入れて』河出書房新社〈河出文庫〉、2002年1月1日。ISBN 978-4309462189。
- ハニフ・クレイシ 著、中川五郎 訳『パパは家出中』アーティストハウスパブリッシャーズ（原著2003-5-1）。ISBN 978-4048981231。
- チャールズ・ブコウスキー 著、中川五郎 訳『ブコウスキーの酔いどれ紀行』河出書房新社〈河出文庫〉、2003年10月1日。ISBN 978-4309462332。
- ダン・ファンテ 著、中川五郎 訳『天使はポケットに何も持っていない』河出書房新社〈Modern & classic〉（原著2004-7-21）。ISBN 978-4309204024。
- ダグラス・A. マーティン 著、中川五郎 訳『彼はぼくの恋人だった』東京創元社（原著2007-8-1）。ISBN 978-4488013288。
- ボブ・ディラン 著、中川五郎 訳『追憶のハリウッド’60s もうひとつのディラン詩集』青土社（原著2010-6-25）。ISBN 978-4791765522。
- ボブ・ディラン 著、中川五郎 訳『ボブ・ディラン全詩集 1962-2001』ソフトバンククリエイティブ（原著2015年10月29日）。ISBN 978-4797330724。
- チャールズ・ブコウスキー 著、中川五郎 訳『ワインの染みがついたノートからの断片 -未収録+未公開作品集-』青土社（原著2016-7-22）。ISBN 978-4791767953。
- チャールズ・ブコウスキー 著、中川五郎 訳『ブコウスキーの酔いどれ紀行』筑摩書房〈ちくま文庫〉、2017年3月9日。ISBN 978-4480434357。
- フィリップ・ロス 著、中川五郎 訳『グッバイ、コロンバス』朝日出版社、2021年3月。ISBN 978-4-255-01211-7。